# Aharon Luboschitzky
Aharon Luboschitzky (hébreu : אהרון לובושיצקי, polonais : Aron Luboszycki) est un éducateur, poète, prosateur, critique littéraire et traducteur juif polonais (Grodno, 1874 - Treblinka, 1943). Pionnier de l’éducation en hébreu et surtout de la poésie pour enfants dans cette langue, son œuvre est fortement associée au mouvement des Amants de Sion.

## Éléments biographiques
Fils d’Eliezer-Dov et ’Hava, Aharon Luboschitzky reçoit une éducation juive traditionnelle dans un heder local, et une formation académique au gymnasium de Slonim,. Après avoir publié ses premiers articles et poèmes dans diverses revues hébraïques à l’âge de quinze ans, il enseigne l’hébreu dès 1894 dans une école primaire, il fait paraître la même année l'un des tout premiers recueils de poèmes hébraïques pour enfants (seul Zeev Yavetz l'a précédé dans ce domaine, sans rencontrer de succès).
Si les années suivantes voient sa consécration professionnelle, elles s’accompagnent de plusieurs revers personnels : la mort de son futur beau-père dans des circonstances non élucidées assombrissent son mariage en 1900 avec Judith Zeitlin, suivi de près par la venue d'une fille grandement prématurée qui meurt quelques minutes après sa naissance. 
Devenu proviseur de l’école HaHinoukh à Varsovie, il la renomme HaIvri et y promeut l’enseignement de l’« hébreu en hébreu », de l’histoire du peuple juif et des valeurs du sionisme ; parmi les membres de son personnel figure notoirement Isaac Alterman, autre pionnier de l’éducation hébraïque. Éditeur d’une revue pour jeunes ainsi que de nombreux manuels scolaires, il établit plusieurs écoles hébraïques à Łódź et Smolensk ainsi que deux maisons d’édition spécialisées dans le secteur pédagogiques en hébreu. 
Au cours de la Première Guerre mondiale, il fréquente assidument la synagogue Ohel Yaakov de Łódź favorable aux idées du sionisme et y délivre plusieurs discours. Il est également apprécié comme précepteur particulier.
Interné dans le ghetto de Łódź avec son frère Zvi Hirsch et la famille de celui-ci pendant la Seconde Guerre mondiale, il parvient à se rendre dans celui de Varsovie, où il poursuit illégalement son activité pédagogique et tente de maintenir la vie culturelle sans prendre conscience, selon son ami Nathan Eck, de la tournure des évènements. Déporté avec 57 000 personnes lors de la première Aktion de liquidation du ghetto le 30 juillet 1942, il est assassiné au camp d’extermination de Treblinka, à l’âge de 68 ans. Sa femme Judith survit à la Shoah et décède en Israël en 1959 ; son fils Betzalel, qui y avait émigré dans les années 1930, meurt en 1988.

## Œuvre
Aharon Luboschitzky est l’auteur de plusieurs articles, poèmes en rimes ou en prose, ainsi que de traductions et de manuels pour enfants, parus sous son nom, sa variante Liboschitzky ou ses pseudonymes Aharon ben Dov, Harun a-Raszyd ou Arnold Smith.

### Poésie
- Baladot
- Viddouï
- Dimiyonot veaggadot